# Это зима
«Это зима» (перс. زمستان‎) — фильм, снятый в 2006 году.

## Сюжет
Мохтар и его жена Хатун живут на окраине Тегерана. Мастерская, где он работает, закрывается. Мохтар решает искать работу в другой стране. Полгода Хатун не получает от него ни вестей, ни денег. Хатун устраивается работать на швейную фабрику.
В эти же места в поисках работы приезжает механик Мархаб. Он независим и часто конфликтует с начальником. Он встречает Хатун и пытается с ней познакомиться. Полиция сообщает Хатун, что Мохтар умер, после чего Мархаб и Хатун женятся. Мархаб после очередной ссоры с начальником теряет работу и не может найти новую. Он решает искать работу в другой стране.
В чайной Мархаб узнаёт, что Мохтар вернулся без ноги и из-за этого две недели не решается вернуться домой. Мохтар бросается под поезд. Мархаб остаётся в Тегеране.

## Награды
- Награды за лучшую операторскую работу и звукозапись на международном кинофестивале «Фаджр» 2006 года
- Награда молодому кинематографисту на кинофестивале Paris Cinema 2006 года
- Награды на международном кинофестивале в Вальядолиде 2006 года
- Награда на международном кинофестивале в Палм-Спрингс 2007 года
- Золотая награда на кинофестивале в Дамаске 2007 года
- Награда жюри на кинофестивале художественных фильмов в Словакии 2007 года